# Olympische Sommerspiele 2016/Teilnehmer (Guinea)
| Gelbes Symbol für Goldmedaillen mit stilisierten Olympischen Ringen | Graues Symbol für Silbermedaillen mit stilisierten Olympischen Ringen | Braundes Symbol für Bronzemedaillen mit stilisierten Olympischen Ringen |
| ------------------------------------------------------------------- | --------------------------------------------------------------------- | ----------------------------------------------------------------------- |
| —                                                                   | —                                                                     | —                                                                       |

Guinea nahm in Rio de Janeiro an den Olympischen Spielen 2016 teil. Es war die insgesamt elfte Teilnahme an Olympischen Sommerspielen.

## Teilnehmer nach Sportart

### Judo
| Athleten          | Wettbewerb | 1. Runde  | 1. Runde    | 2. Runde      | 2. Runde      | Viertelfinale | Viertelfinale | Halbfinale / Trostrunde | Halbfinale / Trostrunde | Finale / Platz 3 | Finale / Platz 3 | Rang          |
| Athleten          | Wettbewerb | Gegner    | Ergebnis    | Gegner        | Ergebnis      | Gegner        | Ergebnis      | Gegner                  | Ergebnis                | Gegner           | Ergebnis         | Rang          |
| ----------------- | ---------- | --------- | ----------- | ------------- | ------------- | ------------- | ------------- | ----------------------- | ----------------------- | ---------------- | ---------------- | ------------- |
| Frauen            |            |           |             |               |               |               |               |                         |                         |                  |                  |               |
| Mamadama Bangoura | bis 63 kg  | E. García | 000s4:100s3 | ausgeschieden | ausgeschieden | ausgeschieden | ausgeschieden | ausgeschieden           | ausgeschieden           | ausgeschieden    | ausgeschieden    | ausgeschieden |

### Leichtathletik
Laufen und Gehen
| Athleten               | Wettbewerb | Vorlauf | Vorlauf | Halbfinale    | Halbfinale    | Finale        | Finale        | Rang |
| Athleten               | Wettbewerb | Zeit    | Rang    | Zeit          | Rang          | Zeit          | Rang          | Rang |
| ---------------------- | ---------- | ------- | ------- | ------------- | ------------- | ------------- | ------------- | ---- |
| Frauen                 |            |         |         |               |               |               |               |      |
| Makoura Keita          | 100 m      | 12,66 s | 70      | ausgeschieden | ausgeschieden | ausgeschieden | ausgeschieden | 70   |
| Männer                 |            |         |         |               |               |               |               |      |
| Mohamed Lamine Dansoko | 100 m      | 11,05 s | 75      | ausgeschieden | ausgeschieden | ausgeschieden | ausgeschieden | 75   |

### Schwimmen
| Athleten      | Wettbewerb    | Vorlauf | Vorlauf | Halbfinale    | Halbfinale    | Finale        | Finale        | Rang |
| Athleten      | Wettbewerb    | Zeit    | Rang    | Zeit          | Rang          | Zeit          | Rang          | Rang |
| ------------- | ------------- | ------- | ------- | ------------- | ------------- | ------------- | ------------- | ---- |
| Frauen        |               |         |         |               |               |               |               |      |
| Mariama Sow   | 50 m Freistil | 39,85 s | 87      | ausgeschieden | ausgeschieden | ausgeschieden | ausgeschieden | 87   |
| Männer        |               |         |         |               |               |               |               |      |
| Amadou Camara | 50 m Freistil | 27,35 s | 78      | ausgeschieden | ausgeschieden | ausgeschieden | ausgeschieden | 78   |